# Relacions entre Corea del Sud i el Japó
Després de la divisió de Corea, el Japó i Corea del Sud van establir relacions diplomàtiques el desembre de 1965, en virtut del Tractat de Relacions Bàsiques entre el Japó i la República de Corea, i el Japó va reconèixer a Corea del Sud com l'únic govern legítim de tota la península coreana.
El Japó i Corea del Sud són veïns i tots dos són els principals aliats dels Estats Units a Àsia oriental. Malgrat això, la relació entre tots dos Estats s'ha deteriorat molt en els últims anys, caracteritzant-se per una forta desconfiança mútua i una sèrie de disputes. Aquestes inclouen: les reclamacions territorials sobre les Roques de Liancourt (Dokdo o Takeshima), les visites dels primers ministres japonesos al Santuari Yasukuni, les diferents opinions sobre el tracte que el Japó imperial va donar a la Corea colonial i la negativa del Japó a negociar les demandes de Corea que es disculpi o pagui reparacions pel maltractament a les dones de conhort de la Segona Guerra Mundial a la península. El Llibre Blau Diplomàtic del Japó —un informe anual sobre la política exterior del Japó publicat pel Ministeri d'Afers exteriors del Japó— en 2018 va eliminar la frase present l'any anterior que es referia a la República de Corea com «el veí més important del Japó que comparteix interessos estratègics amb el Japó». En 2021, Corea del Sud va abandonar la descripció del Japó com a «soci» en el seu últim llibre blanc de defensa. Aquestes tensions han complicat els esforços estatunidencs per promoure un front comú contra les amenaces xineses a la regió.
Segons una enquesta del Servei Mundial de la BBC de 2014, el 13% dels japonesos veu positivament la influència de Corea del Sud, amb un 37% que expressa una opinió negativa, mentre que el 15% dels sud-coreans veu positivament la influència japonesa, amb un 79% que expressa una opinió negativa, la qual cosa converteix a Corea del Sud, després de la República Popular de la Xina, en el segon país amb una percepció més negativa del Japó en el món. A causa de la naturalesa antagònica de la relació, diversos comentaristes dels mitjans de comunicació han descrit als dos països com en un estat de «guerra freda».